# Ebenezer Henderson
Ebenezer Henderson (født 17. november 1784 i Dumferline, Skotland - død 17. maj 1858 i Mortlake, London) var en skotsk teolog, der fik betydning for Danmark ved sin indsats for Bibelselskabssagen.
Henderson var søn af en fattig daglejer, og de trange kår han voksede op i tillod ham ikke at følge de åndelige interesser, som optog hans tanker; han måtte påtage sig forskelligt manuelt arbejde for at opretholde livet.
1803 lykkedes det ham dog at komme ind på et teologisk seminarium i Edinburgh, hvor han gjorde så hurtige fremskridt i sin uddannelse, at han allerede 1805 blev bestemt til at tage som missionær til Ostindien med den skotske missionær John Paterson (1776–1855).
Rejsen gik først til Danmark; men her kom uventede hindringer for rejsens fortsættelse, og Henderson blev for længere
tid her i landet, hvis sprog han ualmindelig hurtigt tilegnede sig.
Han blev præst for den engelske menighed i Helsingør og lærer i engelsk ved latinskolen sammesteds.
Ved Københavns bombardement 1807 rejste han til Gøteborg som agent for det britiske bibelselskab og prædikede på dansk for de danske krigsfanger der.
Med særlig kongelig tilladelse vendte han dog tilbage til København, hvor han gav stødet til Det Danske Bibelselskabs oprettelse 1814 og fik for det britiske bibelselskab trykt 5.000 islandske bibler og et lignende antal nye testamenter, som han 1814-15 rejste til Island med.
Denne rejse har han udførligt beskrevet i et værk Iceland, or the journal of a residence in that island during the years 1814 and 1815, Edinburgh 1818; 2. udg. 1819.
Efter sin tilbagekomst til København gjorde han omfattende rejser til Rusland for bibelsagens fremme og vendte endelig 1825 hjem til Skotland.
I 1830 blev han professor i teologi og østerlandske sprog ved det kongregationalistiske Highbury-College ved London
Tiltagende svagelighed nødsagede ham til omkring 1850 at nedlægge sin lærervirksomhed ved højskolen, og han overtog 1852 stillingen som independistisk præst ved et kapel i Mortlake i nærheden af London.
Her døde han 17. maj 1858, almindelig anerkendt som fremragende forsker i de semitiske sprog.
Fra Københavns Universitet havde han 1840 modtaget æresdiplom som dr. theol, og han besøgte i 1840'erne gentagne gange Danmark.